# Andrew Quarless
(en) Statistiques sur pro-football-reference
Andrew Quarless (né le 6 octobre 1988 à Uniondale) est un joueur américain de football américain. Il joue actuellement avec les Packers de Green Bay.

## Carrière

### Enfance
Quarless fait ses études à la Holy Trinity High School à Long Island avant de changer de lycée pour l' Uniondale High School où il s'illustre avec l'équipe de football américain.

### Université
La saison de sa venue à l'université de Penn State, il montre l'étendue de son talent, faisant une très bonne saison. La saison 2007 est moins bonne car il est suspendu plus d'une fois et voit son temps de jeu diminuer à cause de Mickey Schuler Jr. Il reprend du temps de jeu en 2009 après la blessure de Schuler.

### Professionnel
Il s'inscrit au draft de la NFL de 2010 et est sélectionné au cinquième tour par les Packers de Green Bay, au 154e choix. Il marque son premier touchdown en professionnel contre les Vikings du Minnesota et aligne à la fin de la saison régulière 238 yards parcourus. Il reçoit vingt-et-un ballons pour une moyenne de 11,3 yards parcourus. Lors du Super Bowl XLV, il récupère un ballon et parcourt cinq yards.